# Olympique Gymnaste Club de Nice Côte d'Azur 2013-2014
Questa voce raccoglie le informazioni riguardanti l'Olympique Gymnaste Club de Nice nelle competizioni ufficiali della stagione 2013-2014.

## Maglie e sponsor
Lo sponsor ufficiale per la stagione 2013-2014 è Mutuelles du Soleil.
| Manica sinistra · Manica sinistra · Maglietta · Maglietta · Manica destra · Manica destra · Pantaloncini · Calzettoni | Manica sinistra · Manica sinistra · Maglietta · Maglietta · Manica destra · Manica destra · Pantaloncini · Calzettoni | Manica sinistra · Manica sinistra · Maglietta · Maglietta · Manica destra · Manica destra · Pantaloncini · Calzettoni |  |

## Rosa
| N. |                      | Ruolo | Calciatore             |
| -- | -------------------- | ----- | ---------------------- |
| 1  | Colombia (bandiera)  | P     | David Ospina           |
| 3  | Francia (bandiera)   | D     | Timothée Kolodziejczak |
| 4  | Serbia (bandiera)    | D     | Nemanja Pejčinović     |
| 5  | Senegal (bandiera)   | D     | Kévin Gomis            |
| 6  | Francia (bandiera)   | C     | Didier Digard          |
| 7  | Francia (bandiera)   | C     | Fabrice Abriel         |
| 8  | Mali (bandiera)      | C     | Mahamane Traoré        |
| 9  | Francia (bandiera)   | A     | Xavier Pentecôte       |
| 10 | Belgio (bandiera)    | C     | Christian Brüls        |
| 11 | Francia (bandiera)   | A     | Eric Bauthéac          |
| 12 | Argentina (bandiera) | A     | Darío Cvitanich        |
| 13 | Francia (bandiera)   | C     | Valentin Eysseric      |
| 14 | Francia (bandiera)   | C     | Jérémy Pied            |
| 15 | Francia (bandiera)   | D     | Grégoire Puel          |
| 17 | Francia (bandiera)   | C     | Kévin Anin             |
| 18 | Francia (bandiera)   | A     | Neal Maupay            |

| N. |                           | Ruolo | Calciatore               |
| -- | ------------------------- | ----- | ------------------------ |
| 19 | Paesi Bassi (bandiera)    | C     | Luigi Bruins             |
| 21 | Gabon (bandiera)          | C     | Lloyd Palun              |
| 22 | Francia (bandiera)        | C     | Nampalys Mendy           |
| 23 | Francia (bandiera)        | A     | Alexy Bosetti            |
| 24 | Senegal (bandiera)        | D     | Moussa M'Bow             |
| 25 | Haiti (bandiera)          | D     | Romain Genevois          |
| 26 | Francia (bandiera)        | D     | Diacko Fofana            |
| 28 | Francia (bandiera)        | C     | Fabien Dao Castellana    |
| 29 | Costa d'Avorio (bandiera) | A     | Stéphane Bahoken         |
| 30 | Francia (bandiera)        | P     | Joris Delle              |
| 40 | Francia (bandiera)        | P     | Mouez Hassen             |
|    | Francia (bandiera)        | C     | Mathieu Bodmer           |
|    | Madagascar (bandiera)     | C     | Stéphan Raheriharimanana |
|    | Francia (bandiera)        | A     | Jordan Astier            |
|    | Francia (bandiera)        | D     | Julien Berthomier        |

## Risultati

### UEFA Europa League

#### Play-off
| Arbitro: | Kružliak |

|                 |           |  |
| Sangoy 54’, 63’ | Marcatori |  |

| Arbitro: | Kassai |

|              |           |  |
| Cvitanich 4’ | Marcatori |  |